# Białobłoty (przystanek kolejowy)
Białobłoty – zlikwidowany przystanek kolejowy w Szczepankowie, w województwie kujawsko-pomorskim, w Polsce.